# Chemin de fer à crémaillère de Langres
Le chemin de fer à crémaillère de Langres est la première ligne de chemin de fer à crémaillère construite en France ; elle desservait la place forte de Langres, dans la Haute-Marne, depuis la gare des chemins de fer de l'Est située en contrebas, le long de la Marne.
Sa longueur de 1 475 m lui permettait de rattraper les 132 m de dénivellation entre la gare de Langres-Marne et la ville haute. La rampe de cette ligne imposait une crémaillère, de type Riggenbach.
La traction à vapeur est utilisée de 1887 à 1935, puis la traction électrique de 1935 à 1971. À cette époque, le chemin de fer a été supprimé en raison de sa vétusté. C'est un service de bus urbain qui relie aujourd'hui la gare SNCF à la ville.
L'une des deux automotrices anciennes subsistantes a été rénovée en juin 2007 dans les ateliers municipaux et réinstallée le 28 avril 2010 à son emplacement d'origine sur le haut du pont. L'autre, restaurée par l'association de quartier « La Zouille », a été transportée en mai 2016 au Musée français du chemin de fer à Mulhouse.

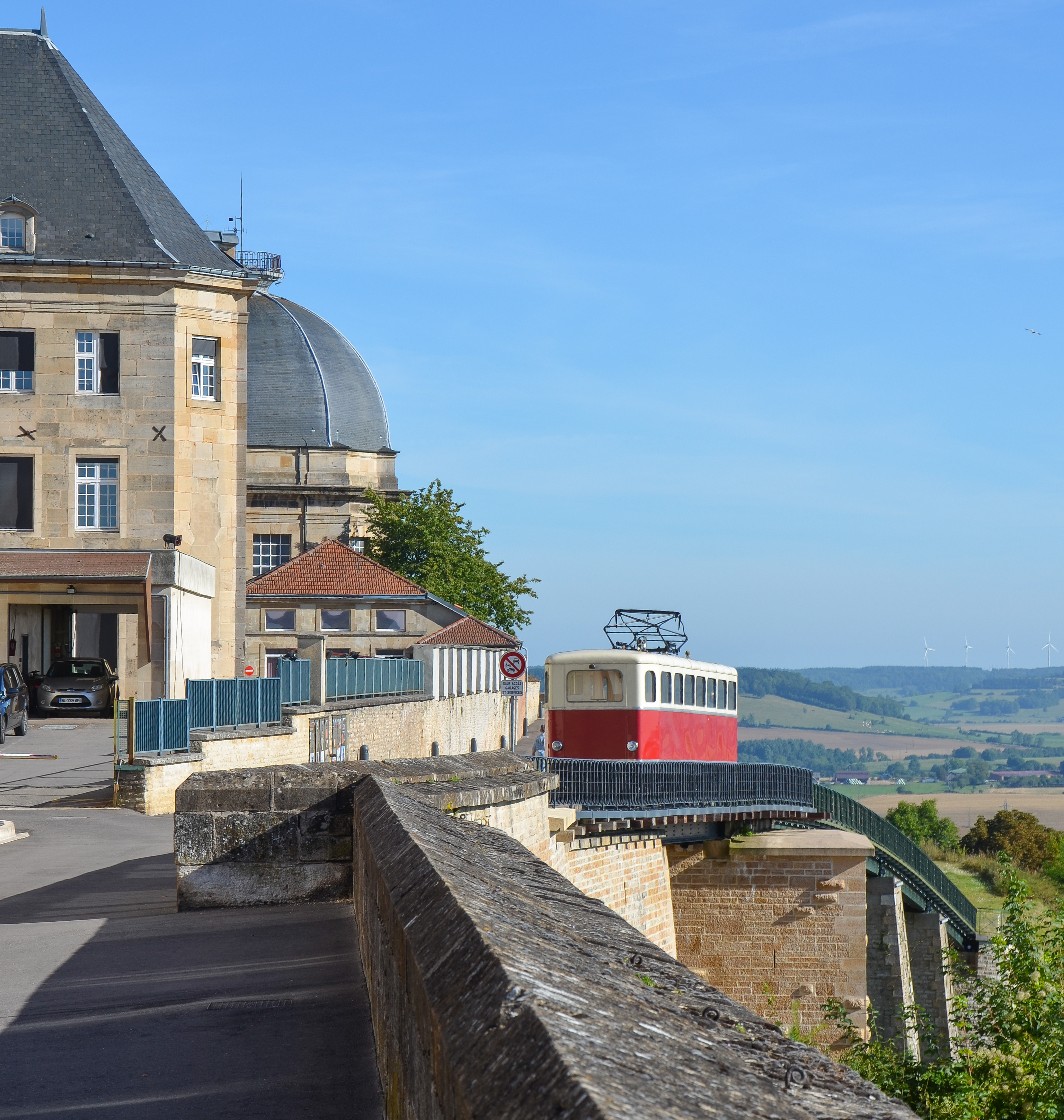
Ancienne automotrice de la crémaillère de Langres conservée à l'ancien terminus de la ville haute (promenade Jules Hervé)

## Histoire
Une ligne de la gare de Langres à la ville de Langres est concédée à la Compagnie des chemins de fer de l'Est par une convention signée le 17 juin 1873 entre le ministre des Travaux Publics et la Compagnie. Cette convention est approuvée à la même date par une loi qui déclare la ligne d'utilité publique. Toutefois cette concession ne donnera lieu à aucune réalisation.
Après une tentative avortée de « funiculaire à crémaillère », la municipalité de Langres obtint la déclaration d'utilité publique d'un chemin de fer à crémaillère par la loi du 30 juillet 1885.
Cette loi prévoyait en outre que la ligne serait soumise au régime des voies ferrées d'intérêt local (VFIL) et serait à écartement métrique. Le gabarit du matériel était fixé à 2,40 m de largeur (2,90 m hors saillies) et à une hauteur maximale de 2,90 m.
Deux projets sont proposés et celui de l'ingénieur des Ponts et Chaussées Gustave Cadart est retenu : un chemin de fer à crémaillère conduisant à la ville par un viaduc alors qu'un autre projet prévoyait le terminus dans un tunnel  se trouvant sous la ville.
La ligne est inaugurée le 6 novembre 1887.

## Tracé
La ligne quitte la gare de Langres, traverse l'avenue de la Gare, puis s'oriente vers la gauche pour franchir les fortifications et arriver au pied du rempart. Puis elle emprunte un viaduc en maçonnerie pour déboucher dans la ville haute. La rampe atteignait 172 ‰.
La ligne desservait trois stations : 
- Gare de Langres (altitude 335,66 m)
- Langres-Saint-Gilles
- Ville haute (altitude 467,61 m)

Une remise, à une voie, était implantée près de la gare basse ; le dépôt constitué d'une remise à deux voies se trouvant près de la gare haute, à l'intérieur des remparts, dans un bâtiment de l'ancien couvent des Dominicains.

## Système de crémaillère
La crémaillère était conçue par l'ingénieur Niklaus Riggenbach.

## Traction vapeur

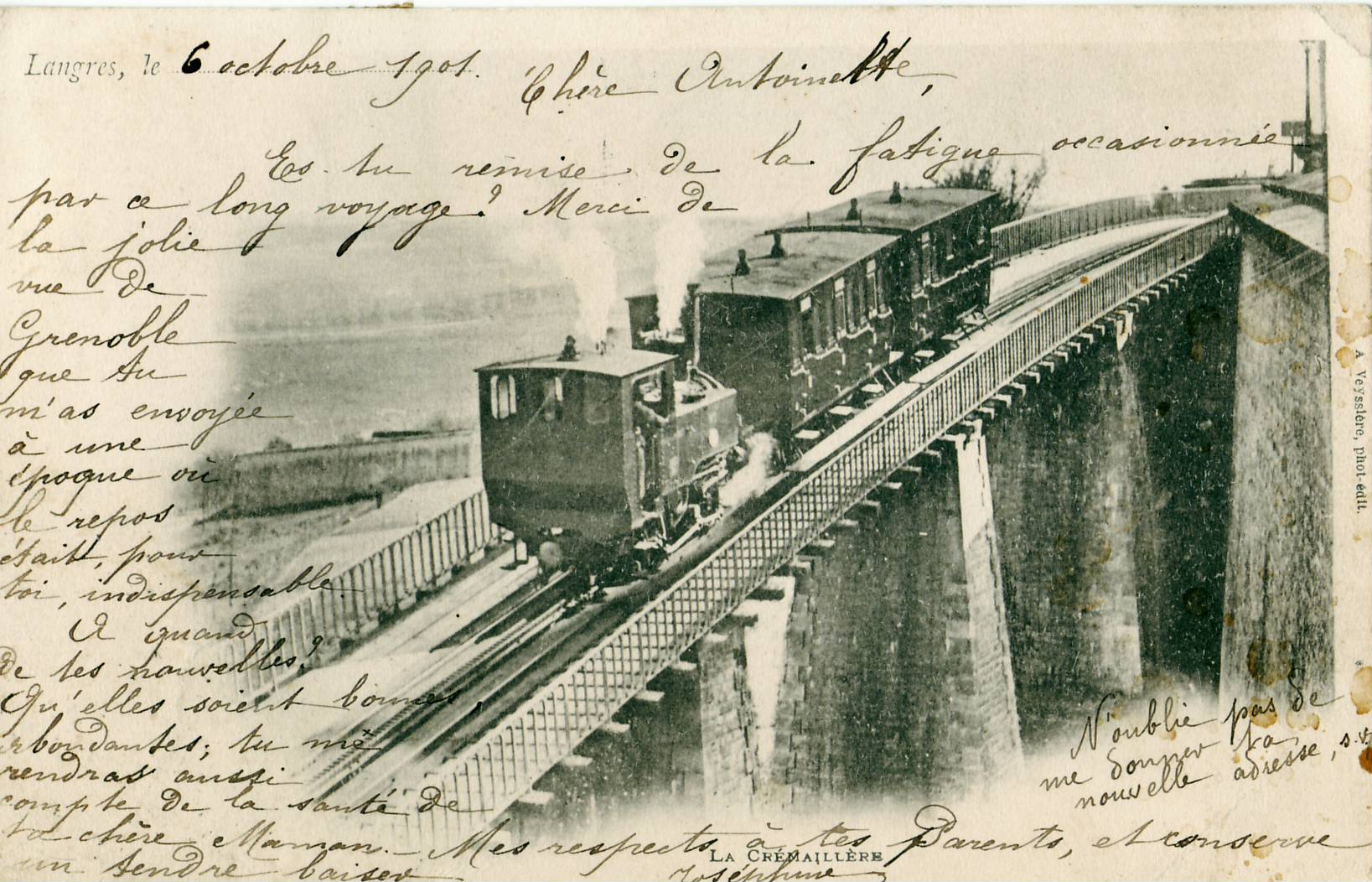
Le train à vapeur en 1901.

Le service fut assuré de 1887 à 1935 par des trains composés d'une locomotive à vapeur, toujours placée en aval et de deux voitures pour voyageurs.
La machine avait une chaudière inclinée, de manière que l'eau soit toujours au-dessus du foyer.
Afin d'assurer la sécurité, la locomotive était équipée de trois freins indépendants : 
- frein à vis (frein manuel),
- frein à air comprimé,
- frein à contre-vapeur,

chacun étant suffisant pour arrêter le train.

### Le matériel roulant
Locomotives :

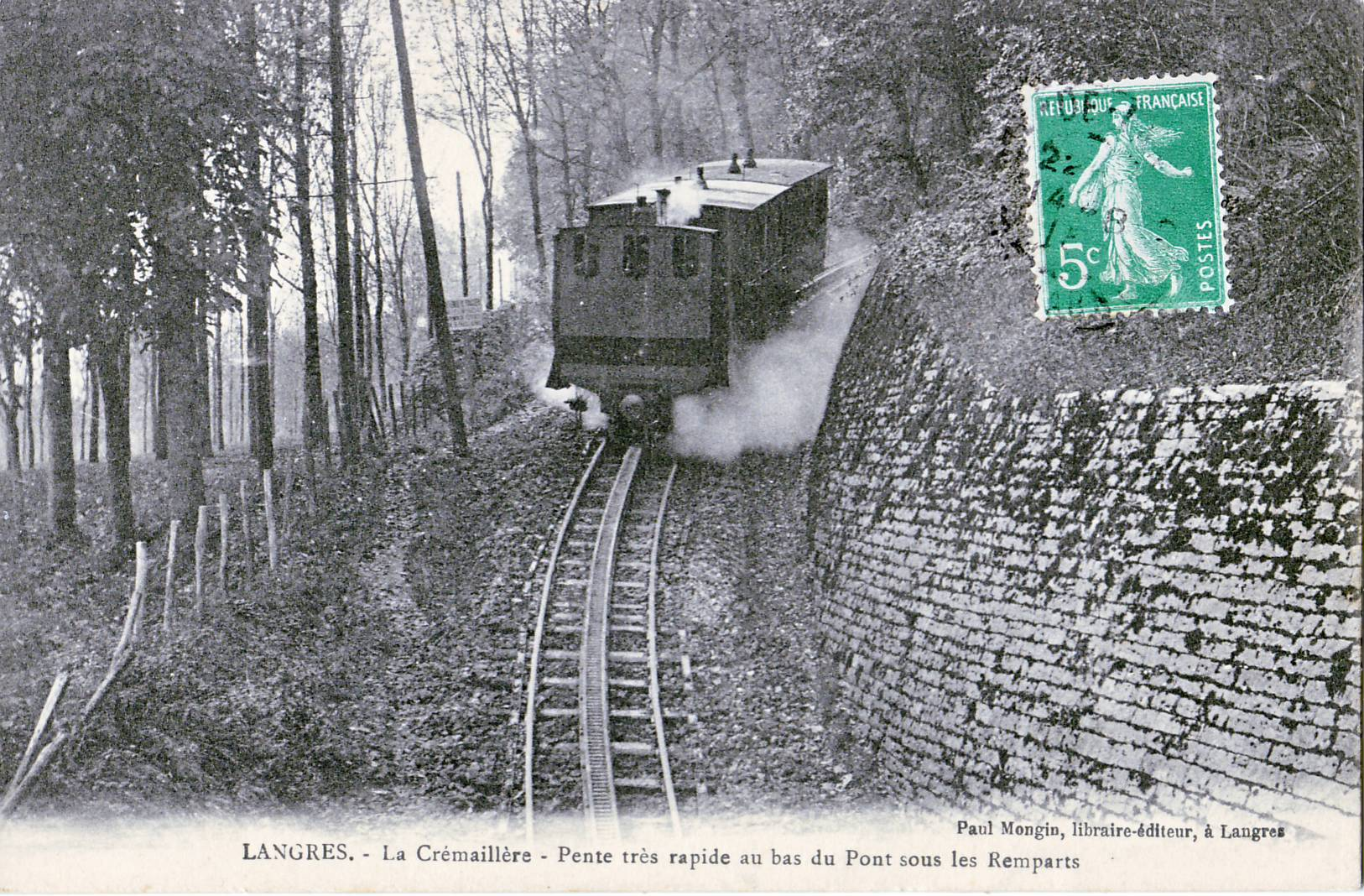
La locomotive était toujours à l'aval de la rame, pour retenir le train en cas de problème. La crémaillère (système Riggenbach) est parfaitement visible.

Les locomotives sont du type 020 tender, un faux essieu entraîne la roue dentée de la crémaillère, leur poids à vide est de 12,4 tonnes
- N° 1 & 2 SACM 1886
- N° 3 SACM 1889

Voitures :
Elles sont à essieux, 
- trois voitures fermées,
- deux voitures ouvertes.

### L'exploitation
À l'origine de la ligne, vingt trains dans chaque sens circulent entre 0h44 et 22h47 à la descente, 1h13 à 23h18 à la montée. Le trajet prenait neuf minutes à la descente et dix minutes à la montée.
En 1902, la crémaillère transporte 257 930 voyageurs, au moyen de 16 300 trains. Les locomotives réalisent sur cette ligne de 1 475 m, un trajet annuel de 24 348 km. Neuf ans plus tard, en 1911, le trafic atteignait 386 024 voyageurs.
Le trafic marchandise a toujours été faible puisqu'il concerne uniquement les bagages et la messagerie, ce qui représenta 41 t en 1902 et 42 t en 1911…
Aucun accident notable n'est survenu pendant cette exploitation.

## Traction électrique

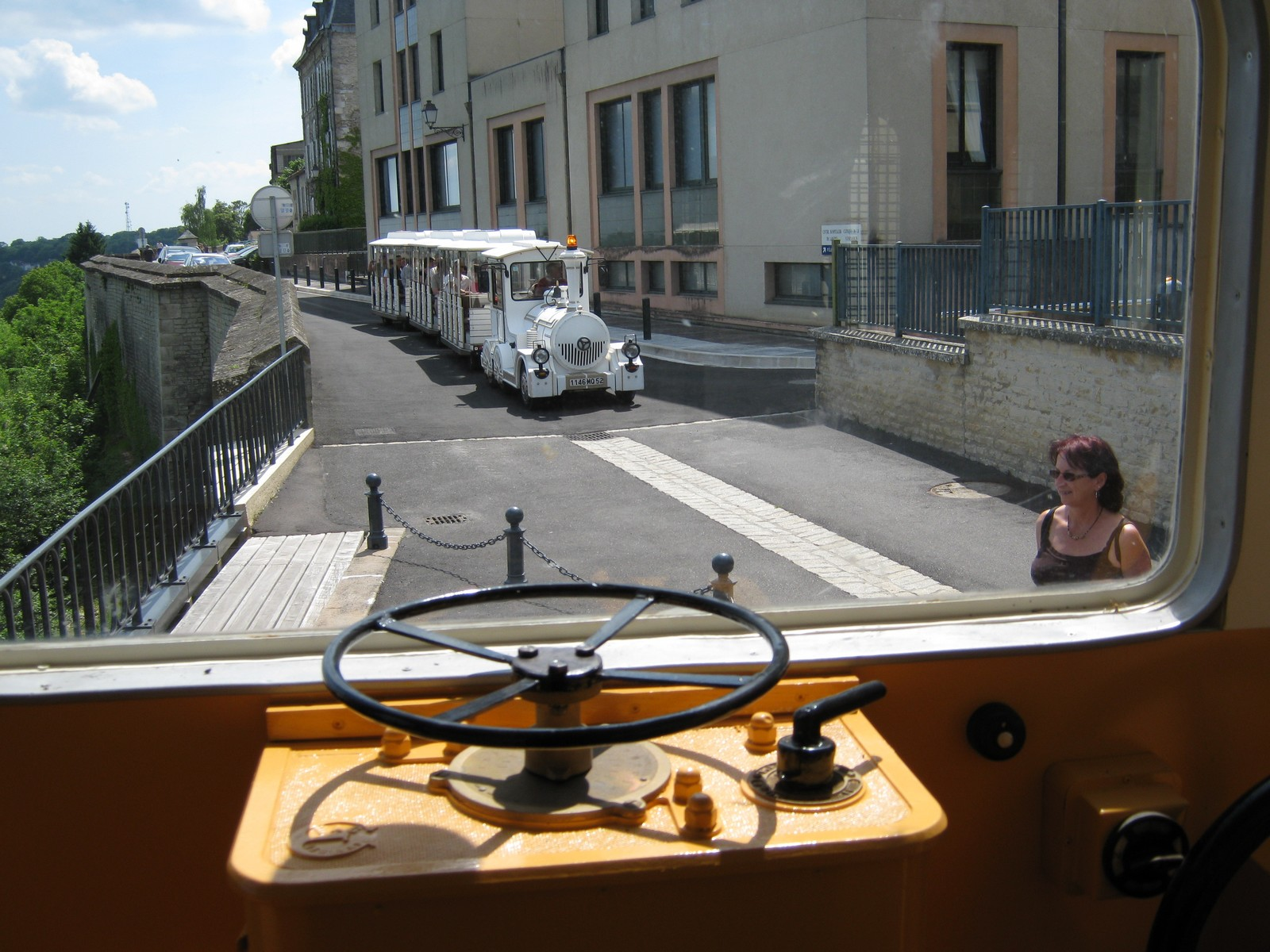
Poste de conduite, Crémaillère et petit train

La ligne fut électrifiée en 1935 par le biais d'une ligne aérienne de 52 mm2 de section, sous tension de 600 V en courant continu. 
Les portées moyennes entre poteaux étaient de 40 m en alignement et de 15 m en courbe. 
La sous-station, implantée près de la gare haute, était alimentée par le réseau public haute tension en 30 000 volts triphasés.
La traction était assurée par trois automotrices de type A1-1A, construites par les Forges et Ateliers de constructions électriques de  Jeumont. 
Elles étaient à traction mixte, adhérence et crémaillère, de 12,5 tonnes, mesuraient 11 mètres de longueur hors tampon et 2,43 m de large, et avaient une charge utile de 50 voyageurs et une tonne de bagages ou 60 voyageurs, soit 4 tonnes et demie.
Avec leurs deux moteurs de 45 ch, elles avaient une vitesse de 11 km/h (et 18 km/h en vitesse de pointe).
La ligne estimée trop vétuste, cessa tout service en février 1971.